# Abubarkar-Tafawa-Balewa-Stadion
Das Abubarkar-Tafawa-Balewa-Stadion (englisch Abubarkar Tafawa Balewa Stadium) ist ein Stadion in Bauchi, Nigeria. Es fasst 25.000 Zuschauer und wird zurzeit hauptsächlich als Fußballstadion benutzt. Der heimische Fußballverein Wikki Tourists trägt im Stadion seine Heimspiele aus.
Im Jahr 1963 wurde das Stadion errichtet und diente zunächst als Spielstätte des Railway Football Club von Bauchi. Von 1964 bis 1966 erfolgte die Erweiterung der Anlage zum Provinzstadion. Ein weiterer Ausbau fand von 1983 bis 1986 statt, als eine neue Tribüne errichtet, eine Tartanbahn angelegt und eine elektronische Anzeigetafel installiert wurde. In den folgenden Jahren blieb dieser Bauzustand erhalten bis 1998 die nigerianische Bundesregierung das Stadion übernahm und im Hinblick auf die Junioren-Fußballweltmeisterschaft 1999 erneut modernisierte. Insgesamt fanden im Jahr 1999 vier Spiele der Junioren-Fußballweltmeisterschaft im Abubarkar-Tafawa-Balewa-Stadion statt.
Als Nigeria den Zuschlag für die Ausrichtung der U-17-Fußball-Weltmeisterschaft 2009 erhielt, bewarb sich die Regierung des Bundesstaates Bauchi darum, erneut Spiele eines FIFA-Turniers im Abubarkar-Tafawa-Balewa-Stadion auszutragen. Nachdem man den Zuschlag erhalten hatte, wurde das Stadion wiederum den aktuellen technischen Standards angepasst. Die Spielfläche wurde zum Kunstrasenplatz umgestaltet, es wurde eine LED-Anzeigetafel installiert und die Flutlichtanlage erweitert. Bei der U-17-Fußball-Weltmeisterschaft fanden insgesamt drei Spiele im Stadion statt.

## Weblink
- soccerway.com: Abubakar Tafawa Balewa Stadium